# Конфино, Алон
Алон Конфино (ивр. אלון קונפינו‎; 1 апреля 1959, Иерусалим, Израиль — 27 июня 2024) — израильский историк культуры. До своей кончины 27 июня 2024 года он работал директором Института исследований Холокоста, геноцида и памяти и профессором истории и иудаики в Массачусетском университете в Амхерсте.
Он вырос в Иерусалиме и учился в Тель-Авивском университете (бакалавр) и Калифорнийском университете в Беркли (магистр и доктор философии).
Умер 27 июня 2024 года в возрасте 65 лет.

## Труды
- Confino, Alon. The Nation as a Local Metaphor: Württemberg, Imperial Germany, and National Memory, 1871-1918 :  [англ.]. — UNC Press Books, 1997. — ISBN 978-0-8078-4665-0.[12][13][14][15][16][17]
- Confino, Alon. Germany As a Culture of Remembrance: Promises And Limits of Writing History :  [англ.]. — UNC Press Books, 2006. — ISBN 978-0-8078-5722-9.[18][19][20][21][22][23][24]
- Confino, Alon. Foundational Pasts: The Holocaust as Historical Understanding :  [англ.]. — Cambridge University Press, 2011. — ISBN 978-1-139-50218-4.[25][26][27][28][29][30]
- Confino, Alon. A World Without Jews: The Nazi Imagination from Persecution to Genocide :  [англ.]. — Yale University Press, 2014. — ISBN 978-0-300-19046-5.